# Różowa zgnilizna bulw ziemniaka

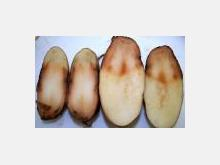

Różowa zgnilizna bulw ziemniaka (ang. pink rot of potato, watery rot of potato) – grzybowa choroba ziemniaka wywołana przez grzybopodobny organizm Phytophthora erythroseptica.

## Objawy i szkodliwość
Jest to choroba z grupy fytoftoroz. Phytophthora erythroseptica infekuje bulwy ziemniaka w miejscu wyrastania z nich stolonów. Jej grzybnia rozrasta się w miąższu bulwy powodując jej gumowatość i zmianę barwy na różową lub czerwoną. Z porażonej bulwy po przekrojeniu i ściśnięciu wypływa ciecz o zapachu rozpuszczalnika, a bulwa po chwili czernieje. Porażone bulwy mogą być wtórnie infekowane przez bakterie powodujące zgniliznę. Choroba powoduje także więdnięcie rośliny pod koniec sezonu, zaczynające się od podstawy liści i przesuwające się w górę, żółknięcie lub wysychanie liści.

## Epidemiologia
Źródłem infekcji są oospory patogenu. Mogą one w glebie przetrwać wiele lat. Infekcji sprzyjają mokre, beztlenowe warunki glebowe, występujące podczas długotrwałej deszczowej pogody następującej po okresie suchej i ciepłej pogody. W porażonych bulwach grzybnia tworzy pływki. Mają one zdolność ruchu i poruszając się w wodzie glebowej mogą infekować sąsiednie bulwy i dolną część pędu ziemniaka. Przenikają do bulwy głównie przez oczka, przetchlinki lub rany.
Ten sam patogen wywołuje też zgorzel podstawy pędu tulipana.

## Ochrona
Zainfekowanych ziemniaków nie można już uratować. Należy je jak najszybciej wykopać i zniszczyć, by zmniejszyć patogenowi możliwość rozprzestrzeniania się w glebie. Można jedynie zapobiegać chorobie. Nie należy uprawiać ziemniaków na polu, w którym choroba ta wystąpiła w poprzednich latach. Nie istnieją odmiany całkowicie na tę chorobę odporne, ale niektóre wykazują częściową odporność. Są nimi białe odmiany ‘Atlantic’, ‘LaChipper’, ‘Pike’, 'FL 1833', różowe ‘Red Norland’ i ‘Nordonna’ oraz rude ‘Ranger Russet’ i ‘Russet Burbank’. Nie stosuje się ochrony chemicznej, patogen wykazuje odporność na fungicydy metalaksyl i mefenoksam.